# Nemo H2
Das Rundfahrtboot Nemo H2 der Rederij Lovers („Reederei Lovers“) ist das erste Boot dieser Klasse, das mit Brennstoffzellen in Amsterdam betrieben wird. Die Idee dazu entstand schon 2005. Bis Anfang 2008 waren alle notwendigen Vorarbeiten für das Projekt abgeschlossen und im August 2008 war das Boot im Rohbau auf der Scheepswerf Bodewes in Hasselt fertiggestellt.

## Bau und Konstruktion
Die Nemo H2 hat die typische Form der Amsterdamer Rundfahrtboote, auf Grund einer Ausnahmegenehmigung ist sie rund zwei Meter länger als die anderen Boote. Die Frontverglasung wurde erstmals in einem Stück als Panoramascheibe ausgeführt. Im April 2009 wurde das Schiff mit einem Schwertransportfahrzeug zur Lackierung zu Klaver Yachtpainting in Vollenhove verbracht und erhielt dort seine auffallende Airbrush-Lackierung mit hunderten von Wassertropfen auf dem Rumpf. Ende Mai erfolgt der Rücktransport nach Hasselt zum weiteren Ausbau. Am 3. September 2009 erfolgte wiederum ein Landtransport noch Meppel, wo das Boot zu Wasser gelassen wurde. Bei der Werft De Kaap wurden bis Ende November noch Restarbeiten erledigt. 
Der Rumpf ist in drei wasserdichte Abteilungen unterteilt, alle Hauptsysteme sind doppelt ausgeführt, somit erfüllt das Boot die Klasse drei der Sicherheitsbestimmungen und darf im Gegensatz zu den anderen Rundfahrtbooten auch auf dem IJ fahren. Am Heck ist eine absenkbare Radarantenne eingebaut. Um die geforderte Durchfahrtshöhe zu erreichen, wurden 1500 kg Bleiballast im Schiff verteilt. Am 9. Dezember 2009 wurde das Boot auf den Namen Nemo H2 getauft und im März 2011 in Dienst gestellt.

## Antrieb
Der Antrieb erfolgt rein elektrisch mit dem Strom, der von zwei Polymerelektrolytbrennstoffzellen mit zusammen 80 kW Höchstleistung erzeugt wird. Der im Heck eingebaute 76 kW starke Voith-Ringpropeller ist um 180 Grad drehbar, im Bug ist ein 11 kW starkes Bugstrahlruder eingebaut. Um Schwankungen in der Leistungsaufnahme auszugleichen, sind 55 Akkumulatoren mit zusammen 69 kWh vorhanden. Der Wasserstoffspeicher besteht aus sechs Kunststoffanks mit zusammen 1200 Liter Inhalt, was ungefähr 30 kg Wasserstoff bei 350 bar entspricht. Eine Tankfüllung reicht für elf Stunden Fahrzeit. Die Elektrische Energie für die Herstellung des Wasserstoffs kommt von einem Windpark vor der Küste von IJmuiden.